# Північно-Ізраїльське царство
Північне Ізраїльське царство (івр. ממלכת ישראל) — одне з двох єврейських держав давнини. Виникло внаслідок розпаду Стародавнього Ізраїльського царства після смерті Соломона в X столітті до н. е. До його складу ввійшли десять колін Ізраїлевих, а царем оголошений Єровоам I.
Історія Північно-Ізраїльського царства описана в Другій книзі царів.
Столицею Північного Ізраїльського царства став Шхем, потім Тірца (Фирца) і нарешті Самарія (Себастія, Шомрон). Відповідно до Старого Заповіту, царі північно-ізраїльської держави відступили від служіння Єдиному Богу Ізраїлеву, спочатку спорудивши в містах Бет-Ел та Дан храми з золотими статуями биків, а потім навіть поклонялися божествам фінікійського культу. З точки зору Біблії, жоден з них не був «благочестивим царем». У Північному Ізраїльському царстві правлячі династії неодноразово змінювалися в результаті державних переворотів, найдовше правила династія Єгу (Іиуя).

## Основні події

Депортація десяти колін до Ассирійської імперії

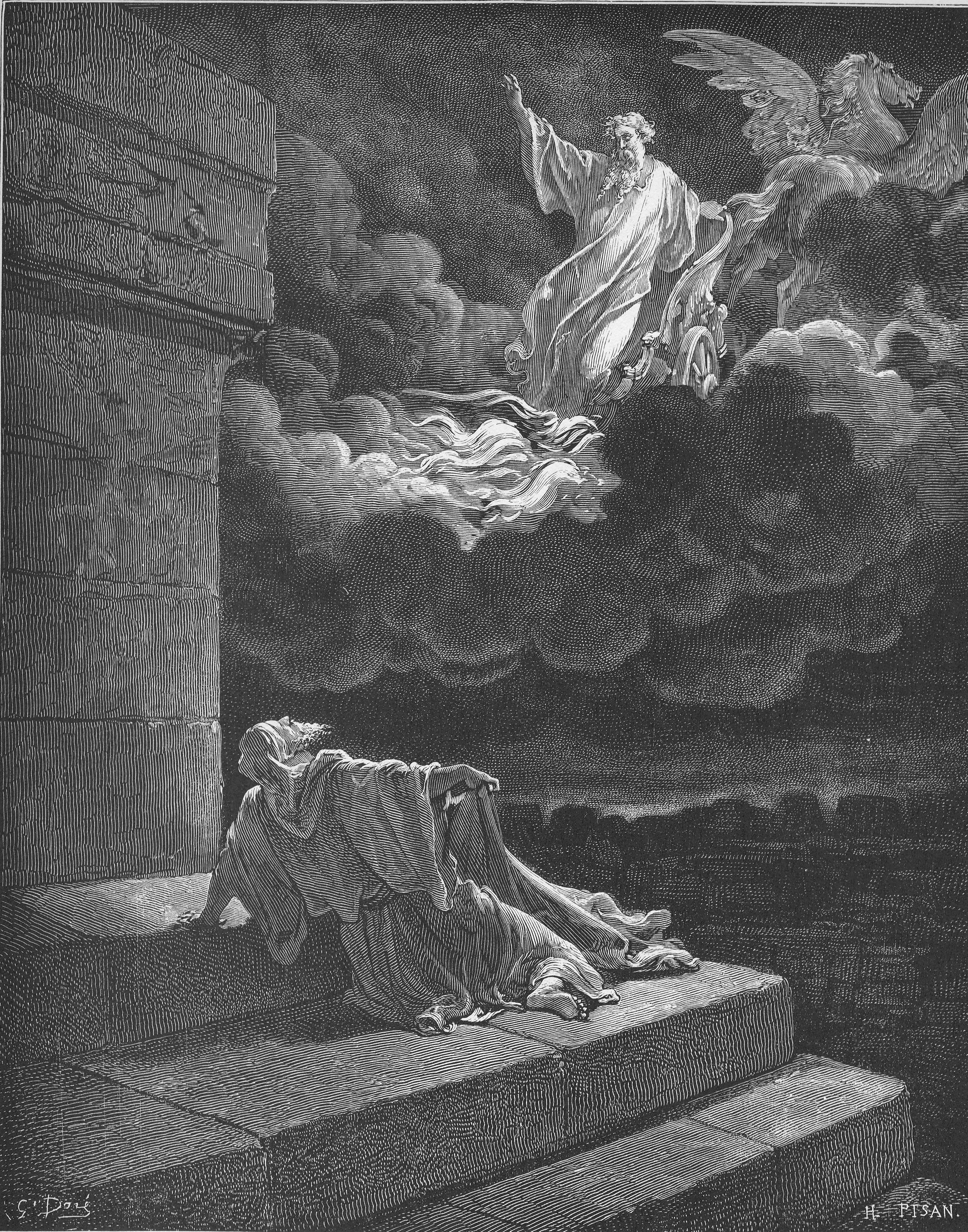
Ілля підноситься на небо на вогненній колісниці, графіка Гюстава Доре

931 – 909 — правління першого царя Єровоама. У місті Бетел він встановлює ідола золотого тельця, причому сам здійснював їм жертвопринесення (3Цар 12:28-30). Пророк Амос закликає ізраїльтян повернутися до бога. За це Амасія вигнав пророка з ізраїльського царства (Ам. 7:12-13). В цей час була написана Книга пророка Амоса.
884–873 — правління Омрі. Перенесення столиці в Самарію.
873–852 роки до н. е. — Правління царя Ахава. Одружився з дочкою Сідонського царя, фінікійською принцесою Єзавеллю. Ахав цілком підпав під її вплив; за її наполяганням у Самарії був побудований храм і жертовник Ваала, а також влаштована діброва для оргій на честь Астарти. Згідно з біблією проти неї виступив пророк Ілля, боротьба якого з Єзавеллю становить одну з найвражаючіших сторінок біблійної історії (3Цар 18 і 19). Врешті Єзавель була переможена і вбита (4Цар 9).
Спадкоємцем пророка Іллі стає Єлисей. Він помазує на царство командувача військ Єгу який знищив в Самарії культ Ваала (4Цар 10:28) та переслідував ідолопоклонство.

бл. 753—715 до н. е. — служіння пророка Осії та написання Книги пророка Осії.
У 722 році до н. е. Північне Ізраїльське царство було завойовано ассирійським царем Саргоном II. Значна частина населення царства були виселені в ассирійський полон і подальша їх доля невідома.
Уже в пізній час і євреї, і християни, досліджуючи біблійні і інші джерела, стали висувати численні теорії про долю загублених колін.

## Самаритяни
На територію виселених ізраїльтян ассирійці поселили племена з Азії, які отримали назву самаритяни.